# Isla de Alcatraces
Isla de Alcatraces (en portugués: Ilha de Alcatrazes) es el nombre con que se conoce a la isla principal del Archipiélago de Alcatraces, ubicado en la costa norte del estado de São Paulo, en Brasil. 
El archipiélago Alcatraces, situado a unos 45 km del puerto de San Sebastián, está formado por la isla principal, la mayor de las formaciones, llamada Isla de Alcatraces, y las islas Sapata, Paredão, Porto, Farol y Sul, además de 4 islotes sin nombre, y dos arrecifes (Noreste y Sureste).
La acción humana, se ha intensificado solo recientemente con la escuela de la Armada de Brasil. Antes de eso, las islas del archipiélago fueron referencias para la navegación o para refugiarse en caso de un cambio de tiempo.
Los turistas que la visitan parecen buscar las bellezas bajo sus aguas. Su superficie es de aproximadamente 196 hectáreas. Una de las curiosidades de esta isla es que la Marina de Brasil, realizó ejercicios de guerra, disparando proyectiles en las paredes rocosas de la costa noreste de la isla, llamado embudo de Bolsa. La marina brasileña detuvo las pruebas en julio de 1991 y desde entonces la vegetación de esa parte de la isla, que fue severamente dañada, volvió a florecer. Su punto más alto está a 316 metros.